# Gnieciuki (gromada)
Gnieciuki – dawna gromada, czyli najmniejsza jednostka podziału terytorialnego Polskiej Rzeczypospolitej Ludowej w latach 1954–1972.
Gromady, z gromadzkimi radami narodowymi (GRN) jako organami władzy najniższego stopnia na wsi, funkcjonowały od reformy reorganizującej administrację wiejską przeprowadzonej jesienią 1954 do momentu ich zniesienia z dniem 1 stycznia 1973, tym samym wypierając organizację gminną w latach 1954–1972.
Gromadę Gnieciuki z siedzibą GRN w Gnieciukach utworzono – jako jedną z 8759 gromad – w powiecie białostockim w woj. białostockim, na mocy uchwały nr 11/V WRN w Białymstoku z dnia 4 października 1954. W skład jednostki weszły obszary dotychczasowych gromad Gnieciuki, Zabłudów Kolonia, Olszanka, Ochremowicze, Żywkowo, Sieśki i Aleksicze oraz obszar l.p. N-ctwa Żednia o pow. 94,64 ha ze zniesionej gminy Zabłudów w tymże powiecie. Dla gromady ustalono 11 członków gromadzkiej rady narodowej.
31 grudnia 1959 gromadę Gnieciuki zniesiono, włączając ją do nowo utworzonej gromady Zabłudów.